# رود شوشا
رود شوشا (انگلیسی: Shosha) یک رودخانه در استان مسکوی کشور روسیه است.